# ノルマンディー

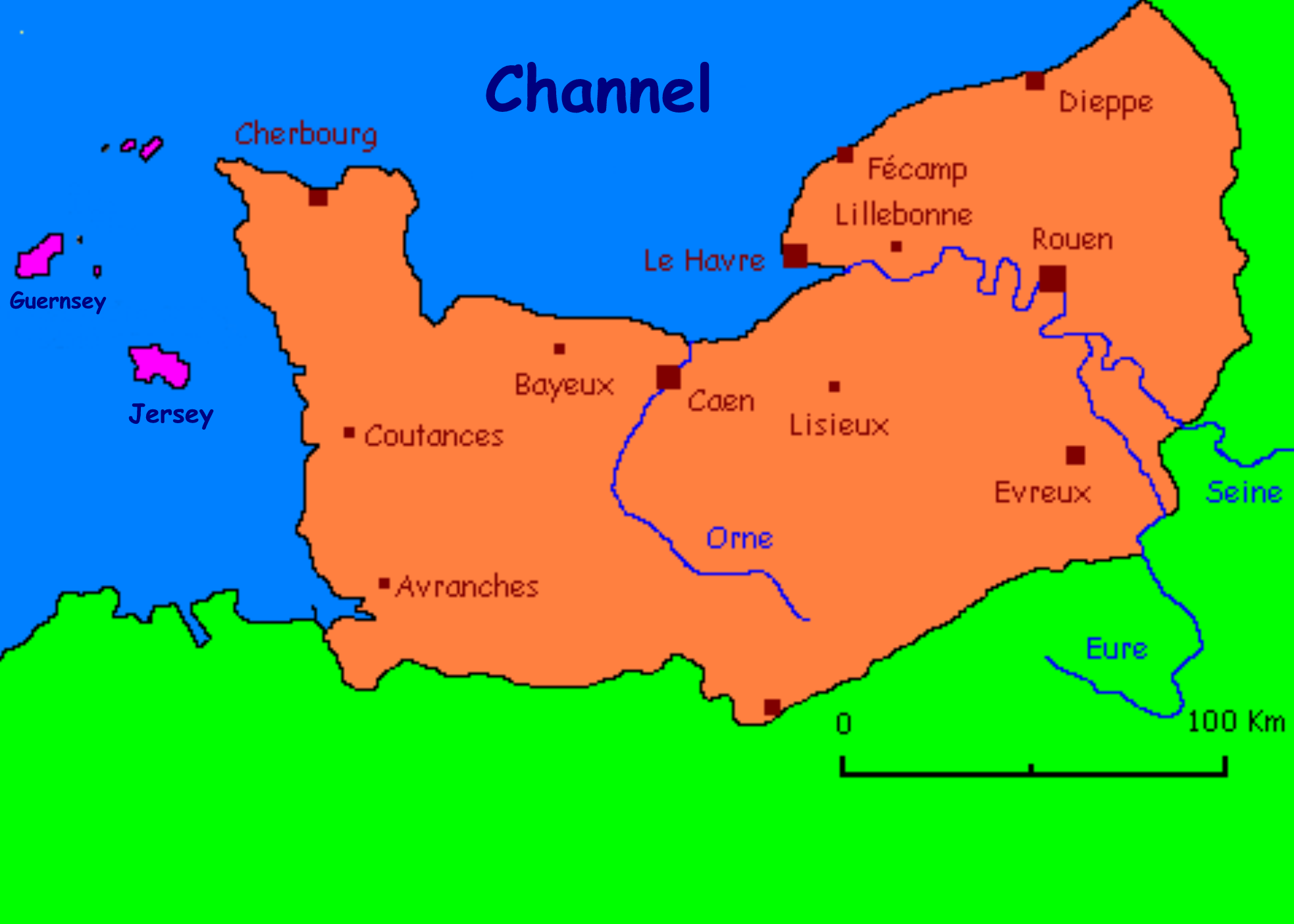
ノルマンディーの地図

ノルマンディー（フランス語: Normandie、英語: Normandy、ノルマン語:  Nourmaundie）は、イギリス海峡に臨むフランス北西部の地方で、王政時代の州である。今日では地理的、文化的意味合いも持つ。ノルマンディ、ノルマンジーとも表記される。
ノルマンディー地域圏の総称である一方、ガーンジー島とジャージー島の代官区から構成されるノルマンディー公領は、ノルマンディー公の称号を持つグレートブリテン君主の宗主権下にある。

## 由来
ノルマンディーとは、Normandの名称に接尾辞の-ieが付加されたものである。Normandとは古フランク語のnortman、または古ノース語のnordmaðrよりきており、どちらも「北の人間」を意味する。9世紀終わりからNortmannusという中世ラテン語の名称が使われたと証明されている。したがってノルマンディーとは「北の人間の土地」（pays des hommes du Nord）を意味する。

## 歴史
フランス革命時の1790年に5つの県に分割された。第四共和政下の1956年、西部の3県（カルヴァドス県、マンシュ県、オルヌ県）を合わせてバス＝ノルマンディー地域圏、東部の2県（ウール県、セーヌ＝マリティーム県）を合わせてオート＝ノルマンディー地域圏が設置された。
2016年1月1日、地域圏再編によって2つの地域圏が合併、ノルマンディー地域圏となった。
第二次世界大戦末期に連合軍によるノルマンディー上陸作戦の舞台となった場所として有名である。

## 地理
域内の面積は約3万平方キロメートル、人口は332万人 (2013年) 。イギリス海峡に突き出たコタンタン半島先端にはラ・アーグ再処理工場が、付け根西側にモン・サン＝ミシェルがある。シェルブール、ル・アーヴルなどの都市がある。パリから直行バスで4–5時間。

## 文化
シードル（りんご酒のサイダー）の名産地である。ノルマンディーの代表的な歌に「マ・ノルマンディー」（私のノルマンディー）がある。

### 食文化
農業と豊富な海産物、畜産業から得られる食材を組み合わせた料理が特徴。温暖な気候により牧草の生育に有利な土地柄から酪農地帯として有名で、フランス国内の牛肉および酪農製品のおよそ25%はこの地方で生産される。海があることから魚介類、舌平目などの魚からカニ、貝なども多く漁獲される。ムール貝や帆立貝などの養殖も行われている。川においてはアローサ、サケなども獲れる。農業分野では、フルーツはリンゴがとくに知られるが、洋ナシも多く生産されている。野菜はAOCの認定を受けているクレアンスにおけるニンジンや、他にもカブ、ジャガイモ、マッシュルームなど。また、やせた土地のために小麦がよく育たないためソバを栽培していた。
これらを加工したものとして次のような飲料、食品がある。ノルマンディーはフランスの一地方ながらワインは知られていないものの、リンゴを原料とした酒、すなわちシードルやカルヴァドスが有名。AOC のカマンベール・ド・ノルマンディをはじめとした各種チーズも生産されている。グランドキュイジーヌの世界ではノルマンディ風 ( - à la normande) という表現がある。この地方の影響を受けた料理や、バターや生クリーム、リンゴ、シードル、貝や甲殻類などを使った料理をさす表現として用いられる。ソバを使ったガレットも知られる。
ノルマンディーの食文化の例
- 肉
  - ノルマン種 (牛)
- チーズ
  - カマンベール・ド・ノルマンディ
  - ポン・レヴェック
  - リヴァロ
  - ヌシャテル
  - ブルサン